# Over the Rainbow
"Over the Rainbow", também conhecida como "Somewhere Over the Rainbow",  é uma balada composta por Harold Arlen com letra de Yip Harburg, tendo sido escrita para o filme The Wizard of Oz, sendo cantada pela atriz Judy Garland em seu papel de Dorothy Gale. A música ganhou o Oscar de melhor canção original e se tornando uma das canções mais famosas do cinema americano.
A música se tornou um marco da cultura pop americana sendo regravado por vários artistas e ganhando um grande número de covers desde a sua época de lançamento, seu impacto também foi reconhecido pelo American Film Institute indo parar na lista das melhores canções presente em filmes de todos os tempos.

## Produção
O compositor Harold Arlen e o letrista Yip Harburg frequentemente trabalharam juntos, Harburg geralmente sugerindo uma ideia ou título para Arlen musicar, antes de Harburg contribuir com as letras. Depois do fim das filmagens de The Wizard of Oz, Harburg afirmou que sua inspiração foi "uma balada para uma garotinha que estava em apuros e queria fugir de Kansas, lugar incolor. Ela nunca tinha visto nada colorido na vida, exceto o arco-íris". Arlen decidiu que a ideia precisava de "uma melodia com uma linha longa e ampla".
No momento em que todas as outras canções do filme foram escritas, no entanto, Arlen estava sentindo a pressão de não ter a canção necessária para a cena do Kansas.Arlen costumava carregar pedaços de manuscritos musicais em branco nos bolsos para anotar pequenas ideias melódicas. Arlen descreveu como a inspiração para a melodia de "Over the Rainbow" veio a ele repentinamente enquanto sua esposa Anya dirigia:
"Eu disse à Sra. Arlen  'vamos ao Grauman's Chinese você dirige o carro, não me sinto muito bem agora.' Eu não estava pensando em trabalhar. Não estava pensando conscientemente em trabalho, só queria relaxar. E enquanto passávamos pela Drogaria Schwab's na Sunset, eu disse: 'Encoste, por favor'. e paramos e eu realmente não sei por que eu peguei meu pequeno pedaço de manuscrito e coloquei o que você conhece agora como 'Over The Rainbow' ”.
A música foi originalmente cantada em Lá bemol maior. Arlen mais tarde escreveu a seção contrastante da ponte baseada na ideia de um 'exercício de piano para uma criança'.

## Lançamento
A versão cinematográfica de "Over the Rainbow" não estava disponível ao público até que a trilha sonora foi lançada pela MGM em 1956 para coincidir com a estreia na de The Wizard of Oz na televisão.  A versão da trilha sonora foi relançada várias vezes ao longo dos anos, incluindo uma edição deluxe da Rhino em 1995.
Depois do lançamento The Wizard of Oz apareceu em 1939, "Over the Rainbow" se tornou a canção mais famosa de Garland. Ela o interpretou por trinta anos, cantando como fez para o filme. Ela disse que queria permanecer fiel à personagem de Dorothy e à mensagem de estar em algum lugar além do arco-íris.

#### Recepção
Se tornando um marco da cultura popular americana e um ícone LGBT, em março de 2017, "Over the Rainbow" foi inscrita no National Recording Registry pela Biblioteca do Congresso como uma música "cultural, histórica ou artisticamente significativa", por causa de seu tamanho impacto a música junto com "Ding Dong! The Witcher Dead" foram considerados pelo AFI uma das melhores músicas presentes em filmes de todos os tempos.
"Over the Rainbow" recebeu o Towering Song Award do Songwriters Hall of Fame e foi cantada em seu jantar em 12 de junho de 2014 por Jackie Evancho.

## Outras versões e covers
- Em 1966, o girl group Patti LaBelle e the Bluebelles gravou a música de seu álbum Over the Rainbow, que alcançou o 20.º lugar nas paradas de álbuns de R&B como uma versão doo-wop.[14] Em 1981, Patti LaBelle gravou uma versão solo da canção para seu álbum de estúdio, The Spirit's in It.[15] Desde então, tornou-se um grampo em suas apresentações ao vivo em interpretações infundidas de gospel. Também apareceu em seus álbuns ao vivo Live! (1992) e Live! One Night Only (1998).
- Mariah Carey em seu tributo a uma de suas inspirações, Patti Labelle cantou um medley de If Only You Knew & Somewhere Over The Rainbow.[16]
- Katy Perry em um evento beneficente em 2016 no Childrens Hospital em Los Angeles cantou a canção depois de ter recebido uma pequena homenagem.[17]
- Em um tributo a sua mãe falecida a cantora Céline Dion cantou a canção em sua tour na American Airlines Arena em Miami.[18]
- Alicia Keys gravou a música com a participação de seu filho mais velho, Egypt e lançou em seu EP, Alicia Keys: Sweet Dreams - EP, lançado exclusivamente pela Apple Music em 2021.[19]

### No Brasil
No Brasil, a música já foi traduzida para o português e foi interpretada por Luiza Possi, com o título de "Além do Arco-Íris", na trilha sonora da telenovela Chocolate com Pimenta, exibida pela TV Globo em 2003.A versão original também entrou na trilha internacional, também interpretada pela mesma cantora. No mesmo ano ora citado, Rita Lee gravou a versão original da canção em seu CD "Balocobaco".  Nara Leão, também gravou uma versão traduzida da canção. A música também integrou outras trilhas sonoras de telenovelas, ambas exibidas pela TV Globo: a Morde & Assopra (2011) com a banda Cidade Negra e a Império (2014) com o cantor Michael Bolton e a cantora brasileira Paula Fernandes.

## Versão de Israel Kamakawiwoʻole
Uma das versões mais populares da canção, foi lançada pela primeira vez em 2001 no álbum póstumo Alone In Iz World de Israel Kamakawiwoʻole, sendo uma versão cortada do medley original acústico lançado em 1993.
A música tornou-se um sucesso inesperado, após figurar nas paradas da Europa em 2010 e 2011 e, enquanto isso, ser apresentada em inúmeras bandas sonoras de filmes e TV ao longo dos anos 2000 e 2010. Em 2020, o medley foi selecionado para preservação no Registo Nacional de Gravações dos Estados Unidos pela Biblioteca do Congresso como sendo "culturalmente, historicamente ou esteticamente significativa".

## Versão de Kylie Minogue
Durante o tratamento e recuperação de um câncer de mama, a cantora australiana Kylie Minogue lançou uma versão ao vivo da canção, do DVD Showgirl filmado em 6 de Maio de 2005. A canção foi lançada como um single a 25 de Dezembro de 2005.